# パデルニョーネ
パデルニョーネ（イタリア語: Padergnone）は、イタリア共和国トレンティーノ＝アルト・アディジェ州トレント自治県ヴァッレラーギにある分離集落（フラツィオーネ）。
かつては独立した自治体（コムーネ）であったが、2016年1月1日、テルラーゴ、ヴェッツァーノと合併し、新自治体の一部となった。

## 地理

### 位置・広がり

#### 隣接コムーネ
コムーネとしてのパデルニョーネは、以下のコムーネと隣接していた。
- トレント
- ヴェッツァーノ
- カラヴィーノ